# XVI Concili de Toledo
El XVI Concili de Toledo fou una reunió general dels bisbes de les províncies del Regne de Toledo convocada pel rei Ègica l'any 693.
Després de la rebel·lió del metropolità Sisbert i el comte palatí Suniefred el rei va convocar el Concili, que s'inaugurà el 25 d'abril i va concloure el 2 de maig de 693 a l'Església dels Sants Apòstols, amb assistència de seixanta-dos bisbes (els bisbes de la Narbonense no van poder assistir a causa d'una epidèmia que assolava la província), cinc abats i sis comtes palatins.
En el seu escrit al Concili el rei va fer referència als molts que van trair la seva confiança i va demanar que tot funcionari palatí (tal havia de ser el càrrec de Suniefred) que conspirés per assassinar al rei o arruïnar als gots, o que instigués una rebel·lió, seria destituït (sort en la qual l'imitarien els seus descendents, segurament per evitar que actuessin els llaços de sang), passaria a ser esclau del tresor i se li confiscarien els béns. Els bisbes van secularitzar a Sisebert que a més va ser excomunicat, i se li va prohibir rebre la comunió fins als seus últims moments, llevat que abans obtingués el perdó real; naturalment se li van confiscar també tots els seus béns. El deposat metropolità, assistent a l'acte, es va confessar culpable, i va escoltar la sentència. Es va decidir que en el futur cap rebel podria tornar a desenvolupar mai un càrrec palatí (potser alguns dels càrrecs palatins rebels eren antics rebels que havien recobrat el seu càrrec gràcies a l'amnistia d'Ervigi; en tot cas també cal suposar que eren els càrrecs palatins els qui podien portar a efecte les rebel·lions) i es convertirien en esclaus del tresor; tampoc els seus descendents podrien desenvolupar càrrecs palatins (aquesta disposició sembla inspirada pel rei). Les propietats confiscades als rebels serien de lliure disposició pel rei que podria donar-les a la seva família, a l'Església o a altres nobles lleials, i els descendents de les víctimes de la confiscació no tindrien mai dret a reclamar-les. El rei que en el futur no fes complir aquestes normes quedaria maleït. Els usurpadors van ser anatematitzats en virtut del cànon setanta-cinc del IV Concili, i es va declarar que els qui vulneressin l'esmentat cànon serien anatematitzats en el màxim grau. Sembla que els funcionaris palatins rebels van utilitzar el cànon del XIII Concili que protegia als funcionaris de palau de la destitució i detenció, per demorar el seu arrest o expulsió, i poder escapar o salvar els seus béns. Ègica va voler potser revocar el cànon, però no va haver d'obtenir el suficient suport eclesiàstic i dels funcionaris lleials per això.
En el seu escrit al concili, el rei va proclamar la seva intenció d'acabar amb el judaisme. I per a això va incloure una llei en el Codi legal per la qual qualsevol jueu que s'hagués convertit realment al cristianisme seria alliberat dels impostos que havia de pagar (no sabem si es refereix a l'impost ordinari i a l'impost especial per als jueus, o únicament a aquest últim; no consta quan va ser instaurat l'impost especial als jueus, encara que se sap que afectava als conversos i jueus indistintament) import que seria afegit als impostos dels jueus no convertits. Els conversos podrien també comerciar encara que un cristià no hauria de comprar-los res fins a estar segur de la seva conversió, a i a tal efecte podria exigir-li recitar el parenostre i el credo i que rebés la comunió. Un jueu no convertit no podria comerciar amb ultramar ni amb els cristians i, per tant, sol podrien comerciar entre ells. El cristià maior que comerciés amb un jueu pagaria una multa de dos-cents setze sous i el cristià inferior rebria cent assot i una multa l'import de la qual seria fixat pel rei. Totes les propietats agrícoles de jueus, els esclaus de jueus i tots els béns immobles, que haguessin estat adquirits a cristians serien confiscats pel Tresor mitjançant el pagament d'una compensació. Els bisbes van acceptar la llei, encara que sembla que sense grans entusiasmes, car van declarar que l'aprovaven a petició expressa del rei (el que significava que no l'aprovaven per pròpia iniciativa). El rei, en el seu escrit, feia menció que les sinagogues estaven tancades i en ruïnes, i com cap llei havia ordenat el seu tancament o destrucció, s'ha suposat l'existència de "pogroms" derivats de la política real; però més probablement l'abandonament de les sinagogues es devia que els jueus havien hagut de passar a realitzar les seves pràctiques religioses en la intimitat de les seves cases.
El rei va ordenar als bisbes de la Narbonense, que no havien podrit acudir al concili, que celebressin un sínode, i aprovessin els resultats del XVI Concili general.